# Kupfersiefer Mühle

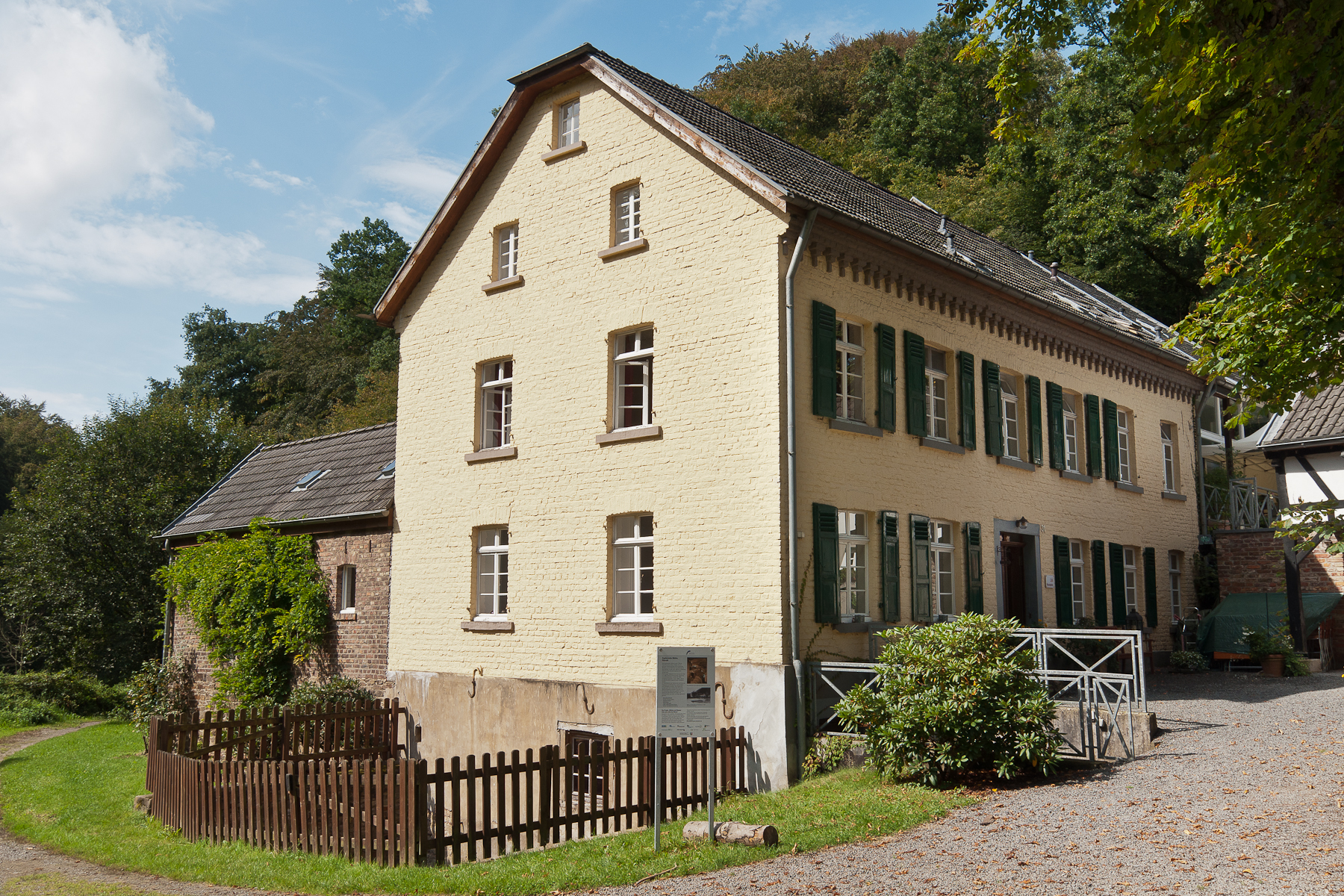
Die Kupfersiefer Mühle

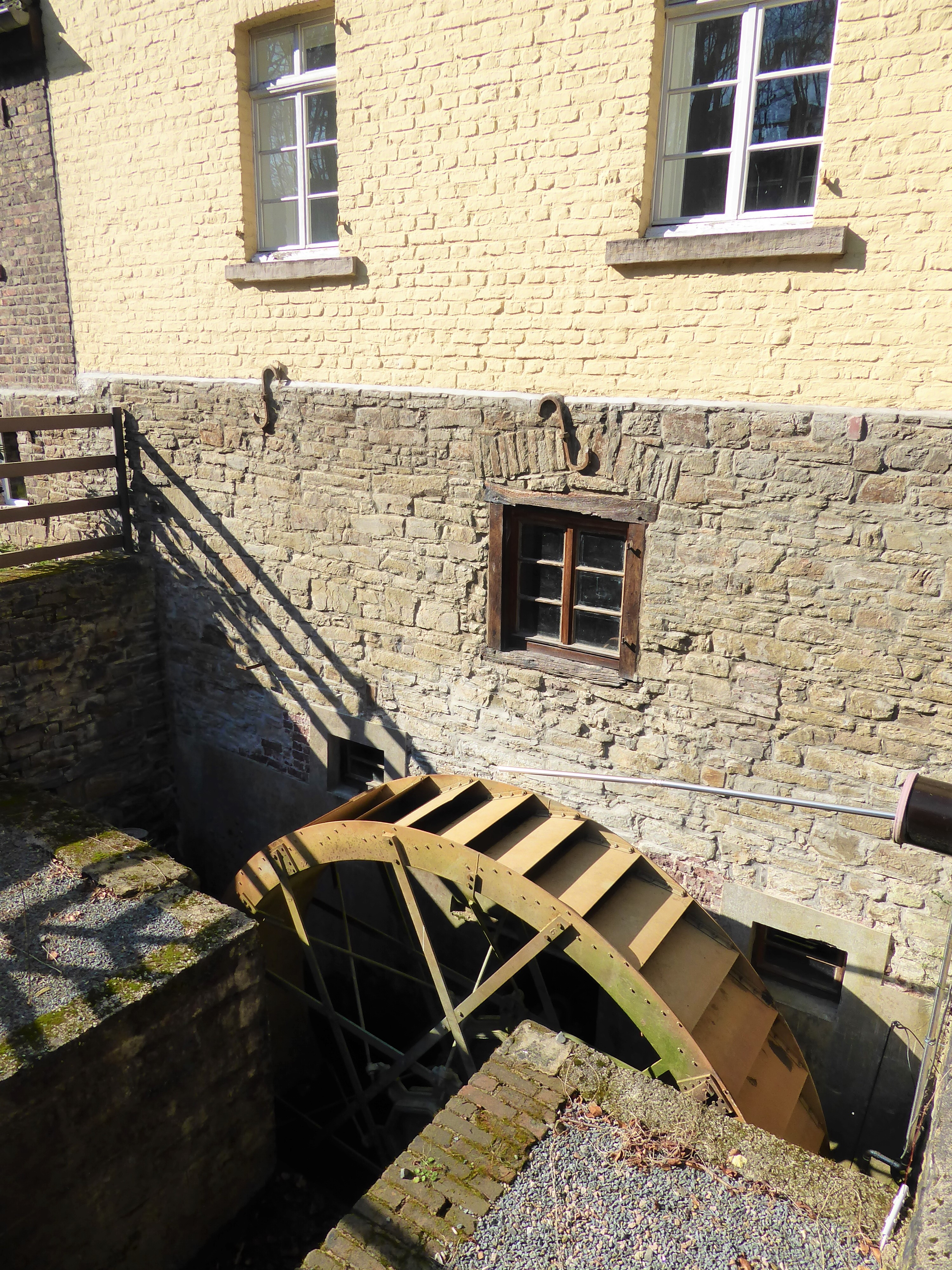
Kupfersiefer Mühle, Mühlrad

Die Kupfersiefer Mühle ist eine ehemalige Wassermühle. Heute ist es ein Ortsteil von Hoffnungsthal in der Stadt Rösrath im Rheinisch-Bergischen Kreis.

## Lage
Das Mühlengebäude liegt am Großhecker Weg 31 südöstlich von Lüghausen. Gegenüber liegt der Waldkindergarten Rösrath-Kupfersiefen in einem alten Steinbruch.

## Geschichte
Erbaut wurde die Kupfersiefer Mühle 1783 als Getreidemühle, nachdem Kurfürst Karl Theodor dem Dietrich Wimar Forstbach die Konzession zum Bau einer Mühle am Kupfersiefer Bach erteilt hatte, um dort Korn zu mahlen. Weil der Bach oft nur einen geringen Wasserstand hatte und dadurch die erforderliche Antriebskraft für das Mühlrad fehlte, wurde seit 1820 zusätzlich eine Schnapsbrennerei als Nebenerwerb eingerichtet.
Die heutigen Gebäude stammen aus der Zeit um 1850. Für das Jahr 1830 werden hier 20 Einwohner erwähnt. Beide Erwerbszweige, Brennerei und Mühlenbetrieb, wurden um 1920 endgültig eingestellt. In den 1990er Jahren wurden die denkmalgeschützten Gebäude saniert. Im Mühlenkeller sind neben der Brennerei auch noch das alte Mahlwerk mit Mühlsteinen, Lastenhebern und Treibrädern in einem Gewölberaum erhalten. Das Wasserrad wurde durch eine Initiative des Rösrather Geschichtsvereins erneuert und kann heute mit Pumpbetrieb auch in Bewegung gesetzt werden. Es handelt sich um ein Kronradgetriebe mit zwei Mahlgängen.

## Bergbau
In einem Quellsiefen etwa hundert Meter südöstlich der Mühle lag die Grube Rudolphus, die auf Buntmetalle verliehen war, dazu gehört auch Kupfer, was zur Namensgebung der Mühle beigetragen haben dürfte.

## Baudenkmal
Das Gebäude ist unter Nr. 63 als Baudenkmal in die Liste der Baudenkmäler in Rösrath eingetragen.